# Emine Demirbüken-Wegner

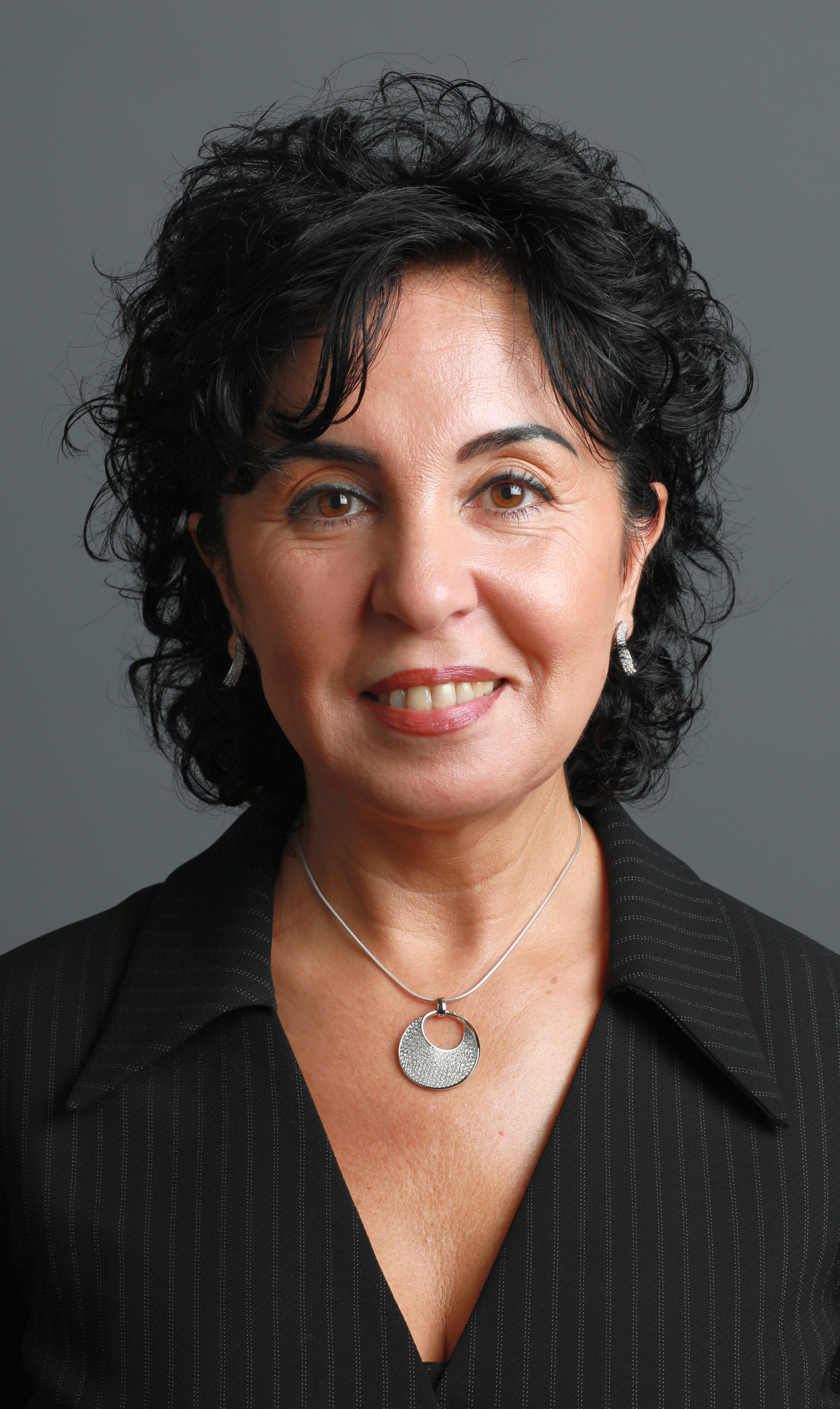
Emine Demirbüken-Wegner, 2017

Emine Demirbüken-Wegner (* 7. September 1961 in Kilis, Türkei) ist eine deutsche Politikerin (CDU). Seit April 2023 ist sie Bezirksbürgermeisterin des Berliner Bezirks Reinickendorf. Ihr Fachgebiet ist die Integrationspolitik. Von 2006 bis 2011 und von 2016 bis 2021 war sie Abgeordnete im Berliner Abgeordnetenhaus. Dazwischen war sie von Dezember 2011 bis Oktober 2016 Staatssekretärin für Gesundheit in der Senatsverwaltung für Gesundheit und Soziales. Von 2004 bis 2016 gehörte sie dem CDU-Bundesvorstand an, darunter von Dezember 2012 bis Dezember 2016 als Mitglied des Präsidiums.

## Leben
Nachdem sie ihre frühe Kindheit in der Türkei verbracht hatte, siedelte Demirbüken-Wegner 1969 mit ihren Eltern nach Berlin-Neukölln über. In ihrer Grundschulklasse war sie die einzige Türkin. Nach dem Schulbesuch in Deutschland bis zum Realschulabschluss besuchte sie in der Türkei das Gymnasium. Zurück in Deutschland studierte sie von 1980 bis 1986 an der Technischen Universität Berlin Germanistik und Publizistik. Nebenbei arbeitete sie von 1982 bis 1987 als Sozialarbeiterin im IB Berufsausbildungszentrum Berlin-Neukölln und bei der Arbeiterwohlfahrt Kreuzberg sowie als Deutschlehrerin im Internationalen Bund und im Jugendsozialwerk. Von 1983 bis 1988 war sie zudem als freie Mitarbeiterin beim Sender Freies Berlin für die Konzeption türkischsprachiger Radiosendungen zuständig.
Demirbüken-Wegner ist seit 2003 mit dem Unternehmer Michael Wegner verheiratet, mit dem sie zwei Töchter hat. Sie lebt in Berlin-Reinickendorf.

## Politischer Werdegang
1988 wurde Demirbüken-Wegner als erste Frau mit türkischem Migrationshintergrund zur Integrationsbeauftragten eines Berliner Bezirks berufen. Sie übte dieses Amt zunächst in Schöneberg und ab 2001 im fusionierten Bezirk Tempelhof-Schöneberg aus, bis sie 2005 freigestellt wurde. In den 1990er Jahren engagierte sie sich zudem in deutsch-türkischen Interessenverbänden wie dem Türkischen Bund und der Türkischen Gemeinde. 1992 nahm sie die deutsche Staatsbürgerschaft an.
1995 trat Demirbüken-Wegner in die Berliner CDU ein und übernahm verschiedene sozialpolitische Parteiämter. 2002 wurde sie in den Landesvorstand gewählt, 2004 in den Bundesvorstand der CDU – wiederum als erste Türkischstämmige. Von 2012 bis 2016 war sie zudem Mitglied im Bundespräsidium der CDU. Von 2003 bis 2006 war sie Mitglied im Verwaltungsrat des Rundfunk Berlin Brandenburg. Seit dem 11. November 2006 war sie als Nachrückerin im Berliner Abgeordnetenhaus und Fraktionssprecherin für Familie und Jugend sowie Beisitzerin im Fraktionsvorstand. Bei den Wahlen zum Berliner Abgeordnetenhaus am 18. September 2011 gewann Emine Demirbüken-Wegner im Wahlkreis Reinickendorf 2 als erste Deutschtürkin ein Direktmandat für die CDU. Sie ist Mitglied der CDU-nahen Konrad-Adenauer-Stiftung und war ab dem 6. Dezember 2011 Staatssekretärin für Gesundheit in der Senatsverwaltung für Gesundheit und Soziales Berlin. Ihr Abgeordnetenhausmandat legte sie nieder.
Mit den Wahlen am 18. September 2016 errang sie erneut im Wahlkreis Reinickendorf 2 das Direktmandat. Zum 27. Oktober 2016 schied sie aus ihrer Funktion als Staatssekretärin aus und nahm ihr Abgeordnetenhausmandat an. Im Abgeordnetenhaus wurde sie Vorsitzende des Ausschusses für Bildung, Jugend und Familie.
Bei der Wahl 2021 unterlag sie in ihrem Wahlkreis dem SPD-Kandidaten Jörg Stroedter und schied am 4. November 2021 aus dem Abgeordnetenhaus von Berlin aus. Seit dem 12. Januar 2022 ist Demirbüken-Wegner stellvertretende Bürgermeisterin von Berlin-Reinickendorf und Stadträtin für Soziales und Bürgerdienste. Bei der Wiederholungswahl 2023 konnte sie ihren Sitz im Abgeordnetenhaus zurückgewinnen, verzichtete aber auf ihr Mandat, da sie seit dem 19. April 2023 Bezirksbürgermeisterin in Berlin-Reinickendorf ist.

## Positionen
Demirbüken-Wegner bezeichnet sich als konservativ-liberal. Entgegen der CDU-Parteilinie befürwortete sie langfristig einen Beitritt der Türkei zur Europäischen Union und spricht sich prinzipiell für islamischen Religionsunterricht aus.
1999 wandte sie sich scharf gegen die im hessischen Landtagswahlkampf lancierte CDU-Unterschriftenaktion gegen die doppelte Staatsbürgerschaft und bezeichnete sie als „integrationsfeindlich“. 2008 kritisierte sie die Fokussierung der Debatte um Jugendkriminalität auf Straftäter mit Migrationshintergrund, die wiederum die hessische CDU im Landtagswahlkampf betrieb. Sie sprach sich insbesondere gegen eine einfache Abschiebung der Täter sowie gegen eine weitere Verschärfung der Jugendstrafgesetze aus und forderte stattdessen, Lösungen in der Bildungspolitik, der Integrationspolitik und der Sozialpolitik zu suchen sowie die Gerichtsverfahren zu beschleunigen. Die CDU-Fraktion im Berliner Abgeordnetenhaus distanzierte sich von diesen Aussagen.